# Großsteingrab Melby
Das Großsteingrab Melby war eine megalithische Grabanlage der jungsteinzeitlichen Nordgruppe der Trichterbecherkultur im Kirchspiel Melby in der dänischen Kommune Halsnæs. Es wurde im 19. oder frühen 20. Jahrhundert zerstört.

## Lage
Das Grab lag nordwestlich von Melby am Strand vor dem heutigen Haus Hyllingebjergvej 40 in Liseleje. In der näheren Umgebung gibt bzw. gab es mehrere weitere megalithische Grabanlagen.

## Forschungsgeschichte
Im Jahr 1887 führten Mitarbeiter des Dänischen Nationalmuseums eine Dokumentation der Fundstelle durch. Bei einer weiteren Dokumentation im Jahr 1942 wurde festgestellt, dass die Anlage in der Zwischenzeit ins Meer gestürzt war.

## Beschreibung
Die Anlage besaß eine ost-westlich orientierte längliche Hügelschüttung mit einer Länge von 22 m. Von der Umfassung waren 1887 noch 14 Steine an der nördlichen und zwei an der südlichen Langseite sowie vier an der östlichen Schmalseite erhalten.
8 m vom östlichen Ende des Hügels und 4 m von der Südseite entfernt befand sich eine Grabkammer. 1887 waren nur noch zwei Wandsteine erhalten. Die Maße, die Orientierung und der Typ der Kammer sind unbekannt.